# لا فورنارینا
پرتره زن جوان (همچنین تحت عنوان لافورنارینا نیز شناخته می شود) یک نقاشی از استاد رنسانس عالی ایتالیایی رافائل می باشد که میان سال های ۱۵۱۸ و ۱۵۱۹ آماده شده است. این نقاشی در گالری ملی هنر های باستانی در پلازو باربرینی، رم می باشد.
گمان می رود که این پرتره در حین فوت کردن نقاش در سال ۱۵۲۰ در استودیوی نقاش بوده و از جانب دستیار او بنام جولیو رومانو تغییر پیدا کرده و بعد از آن فروخته شده است.

## توصیف کردن

### شرح نقاشی
این نقاشی زنی برهنه را به رخ می‌کشد که چادری نازک برای پوشاندن زیر شکم خودش دارد و سینه چپ خودش را تا نیمه می کسفاند. او یک عمامه آبی و زرد بر روی موهای تیره خود می بندد. پارچه قرمز قطور تری پاها و ناحیه تناسلی او را می کسفاند. این شکل با پوستی صاف، نسبت های مجموع و رنگ صورتی کم رنگ در گونه هایش بدون عیب به چشم می خورد. چشم های آن به سمت چپ می باشد، و لبخندی کوچک می زند. لا فورنارینا همچنین در پرتره اش بازوبندی بر دستش دارد. که  بر روی آن بازو بند  امضای نقاش مشهور« رافائل وربیناس » حک گردیده شده. 

### سرطان پستان

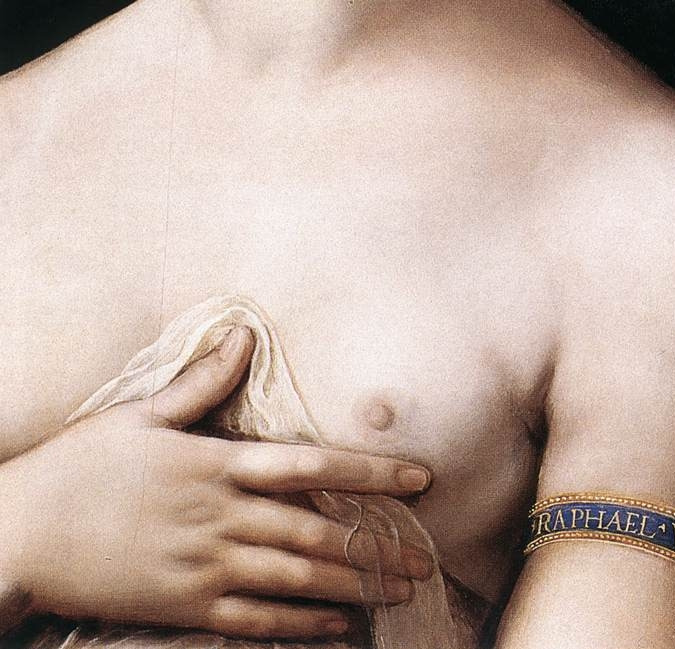
جزئیات لا فورنارینا

پروفسور کارلوس هوگو اسپینل که یک چهارم فاصله از نظاره گر قرار دارد، توصیه نموده که دست راست بر روی سینه چپ، تومور سرطانی سینه را نمایان می کند.  حتی با موقعیت جای گرفتن، می توان تفاوت میان دو سینه او را تعیین کرد. سینه راست به عنوان یک سینه کاملاً شکل گرفته و مشابه مکاشفه می گردد که با پوست سالم و بدون عیب و نوک سینه ای غیر قابل ارزشمندی بر روی هاله ای با ظاهر طبیعی همراه می باشد. تماشاگر با توجه به موقعیت خودش، نگاه مطلوبی به سینه چپ دارد و پس می‌تواند جنبه‌های مشکل آفرین تری را که ممکن است در سینه راست دیده نشود، شناسایی کند. با نمای جانبی سینه چپ، تماشاگر می تواند تماشا کند که سینه در اثر گودی شدن در قسمت لبه پایینی سینه بزرگ شده و تغییر شکل داده است. گودی از محلی آغاز می گردد که یک جرم احتمالی تمام می گردد. این توده از زیر بغل زن به سمت میانی در درازای نیمه پایینی سینه او امتداد پیدا می کند و آشکار می شود که در نقطه ای درست بالای انگشت اشاره راست او به راس خودش می رسد. شواهد اغلب برای سرطان تردیدی، رنگ آبی مایل به بیمارگونه در پوست سینه چپ در رابطه با ته رنگ سالم و صورتی پستان سمت راست می باشد. این رنگ در تنزل و تومور مشکوک شاخص تر می باشد، ولی اندکی در بالا و پایین این قسمت تا مابقی پستان ادامه پیدا می کند. یکی دیگر از نشانه های احتمالی تومور سرطانی این است که بازوی چپ او در نتیجه رشد پیدا کردن غده لنفاوی زیر بغلش باد کرده است. 